# Quận Jackson, Mississippi
Quận Jackson là một quận thuộc tiểu bang Mississippi, Hoa Kỳ.
Quận này được đặt tên theo Andrew Jackson, tổng thống Hoa Kỳ. Theo điều tra dân số của Cục điều tra dân số Hoa Kỳ năm 2000, quận có dân số 131.240 người. Quận lỵ đóng ở Pascagoula6.

## Địa lý
Theo Cục điều tra dân số Hoa Kỳ, quận có diện tích km2, trong đó có km2 là diện tích mặt nước.

### Quận giáp ranh
- Quận George - bắc
- Quận Mobile, Alabama - đông
- Quận Harrison - tây
- Quận Stone - tây bắc